# Middle Tennessee State University
La Middle Tennessee State University (MTSU o MT) è un'università pubblica di ricerca con sede a Murfreesboro, nel Tennessee. Fondata nel 1911 come normal school, l'università è composta da otto college universitari e da un college di studi post-laurea, che insieme offrono più di 300 corsi di laurea attraverso più di 35 dipartimenti.
Prima del 2017, la MTSU era amministrata dal Tennessee Board of Regents e faceva parte del State University and Community College System del Tennessee. Nel 2017 la governance è stata trasferita a un consiglio di amministrazione istituzionale. I programmi di atletica della MTSU competono a livello intercollegiale nella Division I della NCAA come membri della Conference USA.

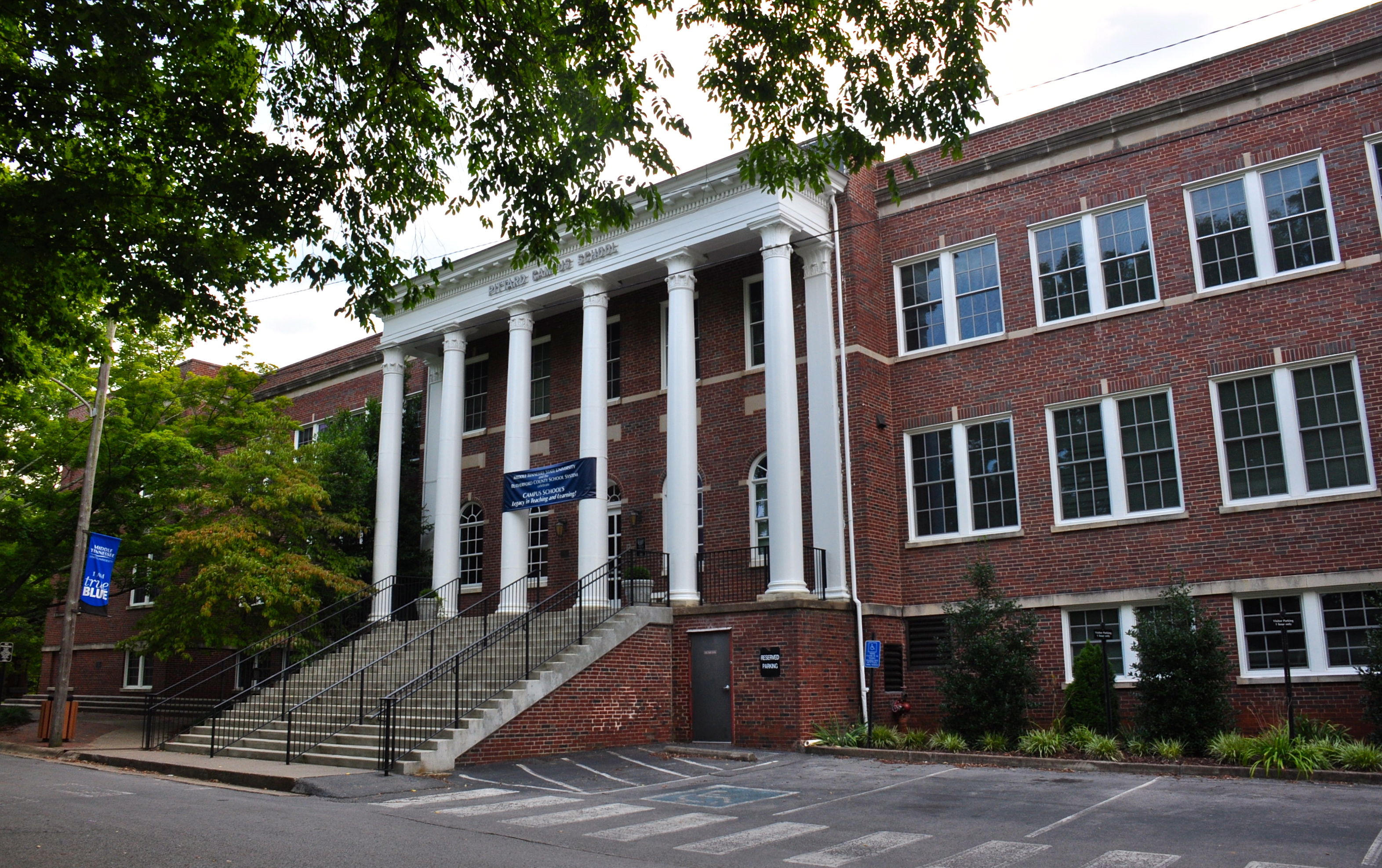
La Middle Tennessee State Teachers College Training School, oggi Homer Pittard Campus School, è inserita nel Registro nazionale dei luoghi storici.

## Organizzazione
La MTSU è organizzata in sette college:
- Facoltà di Scienze di Base e Applicate
- Facoltà di Scienze Comportamentali e della Salute
- Facoltà di Scienze dell'Educazione
- Facoltà di Arti Liberali
- Facoltà di Media e Spettacolo
- Facoltà di Economia Jennings A. Jones
- University College

## Facoltà
La Middle Tennessee State University impiega circa 1200 membri del corpo docente, con un rapporto studenti-docenti di 17:1.

## Mezzi di comunicazione
Data la notevole importanza data alla comunicazione di massa presso la MTSU, il campus ospita diversi mezzi di comunicazione di massa. Sidelines è la fonte di notizie editorialmente indipendente del campus, gestita dagli studenti, con contenuti giornalieri online e edizioni speciali cartacee tre volte a semestre. Off Center è una pubblicazione esclusivamente online sponsorizzata dal Margaret H. Ordubadian University Writing Center. Collage: A Journal of Creative Expression è la rivista semestrale dell'Honors College dedicata alle opere creative letterarie e artistiche inviate dagli studenti. MT10 (in precedenza nota come MTTV), una stazione televisiva gestita dagli studenti, è trasmessa localmente da Comcast. Le due stazioni radio del campus della MTSU sono 88.3 FM WMTS, una stazione radio gestita dagli studenti, e 89.5 FM WMOT, una stazione radio di musica americana e Roots finanziata con fondi pubblici e gestita in collaborazione con Music City Roots, un ente di esibizioni settimanali di musica americana dal vivo con sede nella vicina Franklin, nel Tennessee.

### Sidelines
Sidelines, fondato nel 1925, è il giornale editorialmente indipendente e gestito dagli studenti della MTSU. Il prodotto fisico è stampato da The Tennessean, mentre l'edizione digitale è ospitata su MTSUSidelines.com. Gli archivi di Sidelines tra il 1938 e il 2011 sono disponibili nelle collezioni digitali della MTSU.

### Off Center: A Creative Magazine for the MTSU Community
Off Center, pubblicato per la prima volta online nel 2016, è una pubblicazione guidata dagli studenti e prodotta dai tutor del Margaret H. Ordubadian University Writing Center che si concentra sui lavori creativi di studenti, docenti e personale.

### Scientia e Humanitas
Scientia et Humanitas è una rivista peer-reviewed sponsorizzata dall'University Honors College che consente agli studenti universitari e laureati un'esperienza di pubblicazione professionale e condivide la ricerca accademica nel campus. Scientia et Humanitas è stata pubblicata per la prima volta nel 2011.

## Premi Nobel
Nel 1986, James McGill Buchanan divenne il primo ex studente della MTSU a ricevere il premio Nobel. Buchanan ha ricevuto il premio Nobel per l'economia per il suo ruolo pionieristico nello sviluppo del campo della teoria della scelta pubblica, un modo di studiare i comportamenti dei politici e dei burocrati.
L'ex professore di economia della MTSU Muhammad Yunus ha ricevuto il premio Nobel per la pace per gli sforzi compiuti attraverso il microcredito per creare sviluppo economico e sociale.